# Hypalastoroides venezuelanus
Hypalastoroides venezuelanus är en stekelart som beskrevs av Giordani Soika 1958. Hypalastoroides venezuelanus ingår i släktet Hypalastoroides och familjen Eumenidae. Inga underarter finns listade i Catalogue of Life.